# Burgerarrest
Een burgerarrest of burgerarrestatie is het aanhouden van de verdachte van een strafbaar feit door een gewone burger (en niet door een politieagent of een andere wetshandhaver als onderdeel van zijn of haar taken). Het hangt van de wetgeving van een land af voor welke feiten en onder welke omstandigheden een gewone burger iemand mag aanhouden, en wat hij of zij daarbij wel en niet mag doen (gebruik van geweld, opsluiten van de verdachte etc.).

## Nederland
Volgens artikel 53 uit het Wetboek van Strafvordering en artikel 73 uit het Wetboek van Strafvordering BES heeft iedereen in Nederland het recht om een persoon onder bepaalde omstandigheden aan te houden.

### Rechten
Burgers die een persoon die een strafbaar feit (dwz een misdrijf of een overtreding) begaat op heterdaad betrappen, mogen deze persoon aanhouden en onverwijld overdragen aan de politie zonder daarbij onnodig geweld of wapens te gebruiken. Als niet aan die voorwaarde wordt voldaan, dan maken zij zich schuldig aan eigenrichting, wat wel strafbaar is. Het zogeheten burgerarrest volgt uit artikel 53 van het Wetboek van Strafvordering.

Artikel 53 [Sv]

1. In geval van ontdekking op heterdaad is ieder bevoegd den verdachte aan te houden.

Dit artikel moet overigens samen worden gelezen met art. 128 van het Wetboek van Strafvordering, dat definieert wanneer er sprake is van ontdekking op heterdaad. De bespreking van dit artikel volgt hieronder. Verder moet er een verdenking bestaan dat de aan te houden persoon verdachte is in de zin van art. 27 Sv, dat wil zeggen een redelijk vermoeden van schuld dat die persoon het feit begaan heeft. Dit moet uit feiten en omstandigheden blijken.

Artikel 128 [Sv]

1. Ontdekking op heeter daad heeft plaats, wanneer het strafbare feit ontdekt wordt, terwijl het begaan wordt of terstond nadat het begaan is.
2. Het geval van ontdekking op heeter daad wordt niet langer aanwezig geacht dan kort na het feit dier ontdekking.

Opmerkingen bij lid 1: het burgerarrest kan plaatsvinden als het feit ontdekt wordt, niet de dader. De ontdekking dat je auto gestolen is waarbij de dader niet in de buurt is, kan nog steeds heterdaad zijn omdat wel het feit is ontdekt, de dader niet. Dit kan volgens artikel "terwijl" of "terstond" zijn. Wat onder "terstond" moet worden verstaan hangt af van de omstandigheden, waarbij met name de aard van het feit en de tijdsduur tussen het begaan van het feit en de ontdekking ervan van belang zijn. Bovendien kan het uitmaken of er sprake is van een ernstig feit als moord of met een lichter feit, vaak een overtreding, als wildplassen.
In lid 2 wordt verondersteld dat een heterdaadsituatie aanwezig is kort nadat het ontdekt is. Niet langer. Hierbij wordt ook weer gekeken naar de reactie van de burger of politieagenten op dat feit. De heterdaadsituatie kan hierdoor verlengd worden.

### Bevoegdheden van de burger bij een burgerarrest
De aangehoudene moet wel 'onverwijld' overgedragen worden aan een opsporingsambtenaar. Iedere burger mag dus een ander aanhouden als hij ziet dat deze een strafbaar feit pleegt. Onder strafbare feiten verstaan we zowel overtredingen als misdrijven. Een burger mag dus ook bij constatering van een overtreding iemand aanhouden. Stel er wordt de overtreding burengerucht (art. 431 WvSr) geconstateerd, dan mag de burger degene die dat heeft veroorzaakt bij heterdaad aanhouden. Niet zomaar mag die burger een huis betreden om iemand aan te houden, je hebt immers toestemming nodig van de bewoner om binnen te komen. Bij de aanhouding mag de verdachte worden beetgepakt en in bedwang worden gehouden. Verzet de verdachte zich dan is aanhouding op grond van mishandeling (art. 300 WvSr) tegelijkertijd mogelijk, alleen Wederspannigheid (art. 180 Sr) niet, want alleen opsporingsambtenaren genieten bescherming van dat artikel, er is wel de uitzondering als een burger bijstand verleent aan de opsporingsambtenaren. Daarnaast mag er dwang worden uitgeoefend, bijvoorbeeld door de verdachte tegen de grond te houden. Zelfs tijdelijk opsluiten is mogelijk, indien de komst van de opsporingsambtenaren moet worden afgewacht. Hiermee moet voorzichtig worden omgesprongen, het moet proportioneel zijn, want anders loop je als burger de kans dat je je schuldig maakt aan wederrechtelijke vrijheidsberoving (art. 282 Sr).
De burger mag geen voorwerpen in beslag nemen die bij een misdrijf zijn gebruikt, bijvoorbeeld een mes. (art. 95 Sv) Dit is sinds 1 maart 2017 voorbehouden aan opsporingsambtenaren.
Uitzonderingen op het heterdaadsbegrip op het gebied van overtredingen zijn de zogenaamde Wet-Mulder-overtredingen die administratiefrechtelijk kunnen worden gehandhaafd door een toezichthouder, vaak een opsporingsambtenaar die een boete uitschrijft. De betrokkene/verdachte die zal hier vaak voor worden staande gehouden, een bevoegdheid die alleen een opsporingsambtenaar toekomt.

### Gebruik van geweld
Het geweldsmonopolie ligt in Nederland bij de overheid (politie en krijgsmacht). Zie bevoegdheden Nederlandse politie.
Het gebruikte geweld mag niet verder gaan dan nodig om te bereiken dat de verdachte er niet vandoor gaat. Wapens mogen daarbij niet worden gebruikt. Daarentegen mag degene die tot een 'burgerarrest' overgaat zich wel verdedigen als de verdachte geweld gebruikt. Deze verdediging moet dan in verhouding zijn met het door de verdachte toegepaste geweld.
Zowel politiemensen als officieren van justitie betrachten in de praktijk in dit soort zaken een zekere coulance richting burgers die het initiatief hebben genomen tot een aanhouding. Het is begrijpelijk dat bij een schermutseling of een enerverende achtervolging degene die de aanhouding verricht meer fysieke dwang gebruikt dan in normale omstandigheden. Het mag echter niet zo zijn dat een verdachte die geboeid is wordt geschopt of geslagen. De fysieke dwang moet ophouden zodra een verdachte zich overgeeft of weerloos is.

## België
De Belgische wet kent ook het burgerarrest. Dit recht wordt erkend in artikel 1, eerste lid, 3°, van de wet van 20 juli 1990 betreffende de voorlopige hechtenis: 'iedere particulier die iemand vasthoudt die bij een misdaad of wanbedrijf op heterdaad betrapt werd, geeft de feiten onverwijld aan bij een agent van de openbare macht. De termijn van achtenveertig uren waarvan sprake is in het 1° (waarbinnen een bevel tot aanhouding moet worden betekend), gaat in op het ogenblik dat die aangifte wordt gedaan'.